# Big Bounce
Pour les articles homonymes, voir Big, Bounce et The Big Bounce.
Le Big Bounce (Grand Rebond, en anglais) ou Univers phénix est un modèle cosmologique théorique hypothétique spéculatif controversé non démontré du destin de l'Univers, à base d'un modèle cyclique de succession de Big Bang (Grand Boum) et de Big Crunch (grand effondrement terminal),.

## Résumé

Animation d'un modèle cyclique de Big Bang et de Big Crunch.

D’après la théorie du Big Bang, l'Univers serait né il y a 13,8 milliards d'années par une singularité des lois universelles de la relativité générale, avec l'explosion d'un atome primitif pour créer l'espace-temps, la matière, l’énergie et l'expansion de l'Univers de la relativité générale, à partir d'un pré-Big Bang du chaos primitif originel. D’après la théorie du Big Crunch, l'accélération de l'expansion de l'Univers pourrait ralentir avec le vieillissement de l’Univers, puis s'inverser, par des effets de supergravité cumulées des trous noirs supermassifs associées à de nombreuses variables à ce jour mystérieuses et inconnues, telles que la constante cosmologique d'antigravité de l'Univers, probablement liées à la quintessence des énergie noire, énergie fantôme, énergie du vide et matière noire..., pour se terminer en effondrement terminal de celui ci, en au moins 100 milliards d'années et au plus tard 550 milliards d'années après le Big Bounce, et en singularité gravitationnelle d'un nouvel atome primitif, sous forme d'un grand trou noir supermassif final, dont la densité, la supergravité et la température augmenteraient de façon infinie avec sa masse croissante, et qui à son tour pourrait être à l'origine hypothétique d'un nouveau Big Bang, selon un modèle cyclique éventuel de cosmologie quantique à boucles. 

## Histoire

### XXesiècle

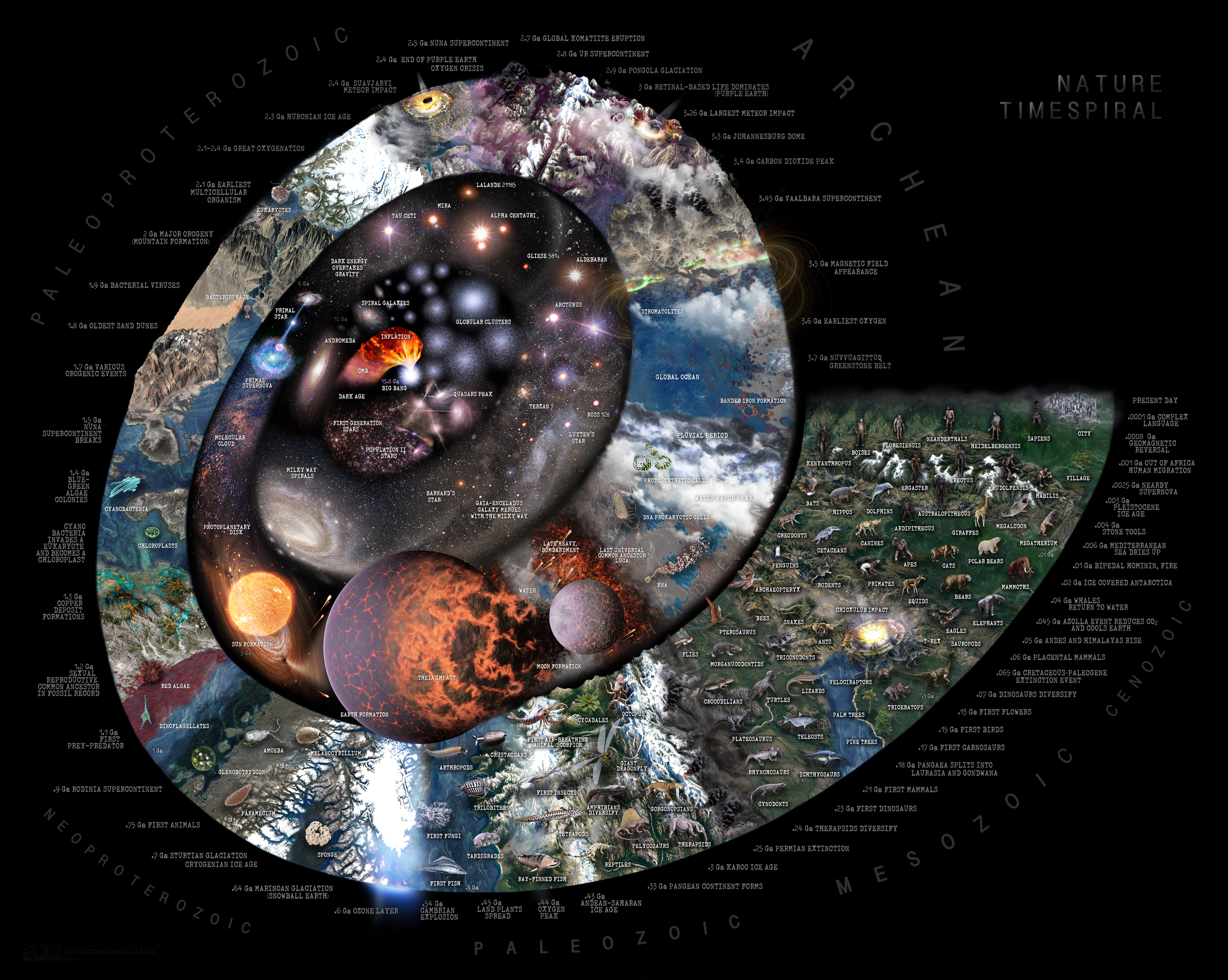
Représentation artistique en spirale de l'histoire et chronologie de l'Univers, de l'histoire de la Terre et de l'histoire de l'humanité.

Georges Lemaître utilise en 1933 l'image allégorique du phénix de la mythologie gréco-romaine, capable de cycle de résurrection infinie en se consumant dans les flammes à la fin de sa vie pour renaître de ses cendres, pour illustrer un modèle d'« Univers phénix » alternant entre des phases d'expansion et de contraction, avec des Big Crunch et Big Bang entre ces phases, en contradiction avec la théorie de l'état stationnaire de l'Univers d'alors,.

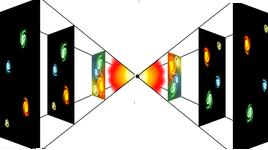
Big Crunch (effondrement terminal) suivit d'un Big Bang (Grand Boum).

Les premiers modèles de Big Bounce sont développés par des chercheurs tels Willem de Sitter, Carl Friedrich von Weizsäcker, George C. McVittie (en) et George Gamow lors de la première moitié du XXe siècle. L'expression est apparemment tirée du titre d'un roman de Elmore Leonard, Big Bounce justement, paru en 1969, soit quelques années après l'exposition au public du modèle du Big Bang et à la suite de la découverte du rayonnement de fond cosmologique par Penzias et Wilson (prix Nobel de physique 1978). Elle apparaît dans la littérature scientifique en 1987. Elle réapparaît en 1988 dans une traduction anglaise d'un livre russe, Le Big Bang, Big bounce par Iosif Rozental, et dans un article de 1991 de Priester (de) et Blome (de).

### XXIesiècle

Représentation allégorique yin et yang du tao, du Big Bounce, par un modèle cyclique de Big Bang et de Big Crunch de l'Univers.

Le spécialiste des trous noirs Stephen Hawking avance entre autres dans son essai Une belle histoire du temps (p 94) de 1988, que l'Univers se terminera en Big Freeze (mort thermique de l'Univers) après une accélération de l'expansion de l'Univers irréversible (graphique chronologique depuis le Big Bang jusqu'à la mort thermique de l'univers). Il évoque malgré tout la possibilité d'une inversion de cette expansion à condition d'une modification avec le temps de la mystérieuse constante cosmologique d'antigravité de l'Univers, liée à la structure de l'espace-temps de la relativité générale d'Albert Einstein, qui contrebalance toutes les forces de gravité de l'Univers, modification théorique possible relative à de nombreuses inconnues telles que l'accélération inexpliquée de l’expansion de l'Univers, liées entre autres à la quintessence des effets des énergie noire, énergie du vide, énergie fantôme et matière noire et autres nombreuses inconnues de la théorie du tout de l'Univers.

Représentation dune contraction de l'Univers (Big Crunch).

En 2003, Peter Lynds présente un nouveau modèle de la cosmologie dans lequel le temps est cyclique. Dans sa théorie, l'Univers actuel finira par arrêter de se dilater et commencera à se contracter. Avant de devenir une singularité gravitationnelle, l'Univers « rebondirait » pour ne pas violer le deuxième principe de la thermodynamique. Le Big Crunch serait ainsi stoppé par un nouveau Big Bang. Lynds suggère des rapprochements entre ce concept et celui de l'éternel retour de l'Antiquité (théorie rejetée par des physiciens classiques en raison de l'absence d'un modèle mathématique soutenant ses considérations philosophiques).
En juillet 2007, le professeur adjoint de physique à l'université de Pennsylvanie Martin Bojowald a publié une étude liée à la gravitation quantique à boucles, qui prétendait résoudre mathématiquement le temps avant le Big Bang, ce qui donne une nouvelle perspective à la théorie du Big Bounce. Bojowald affirme ainsi que certaines propriétés de l'univers qui s'est effondré avant le nôtre pourraient être déterminées. Une autre recherche de ce type est publiée l'année suivante dans les Physical Review Letters.

## Cycles d'expansion-contraction
Selon certains théoriciens d'Univers oscillatoire (variante de la théorie des multivers) le Big Bang est le début d'une période d'expansion de l'Univers qui a suivi une période de contraction, soit le Big Crunch. Dans cette perspective, on pourrait parler d'un Big Crunch suivi d'un Big Bang, ou plus simplement, un Big Bounce. Cela suggère que l'Univers actuel pourrait se situer à n'importe quel point dans une séquence infinie d'univers, voire être la première itération. L'idée principale derrière la théorie quantique d'un Big Bounce est qu'à mesure que la densité tend vers l'infini, la mousse quantique change de comportement. Toutes les constantes physiques fondamentales (loi universelle de la gravitation, constante cosmologique, constante fondamentale, constante physique...) y compris la vitesse de la lumière dans le vide, ne seraient pas aussi constantes pendant le Big Crunch, en particulier lors du temps de Planck. Toutes les constantes universelles pourraient hypothétiquement varier à chaque nouveau Big Crunch donnant la plupart du temps un Univers impropre à la vie, jusqu'à la possibilité par probabilités du hasard que ces constantes deviennent propices à la vie sur Terre actuelle, même si cela prend des milliards de big bounces pour y parvenir.